# Bowenia
El género Bowenia incluye dos especies vivas y otras dos extintas de cícadas en la familia Stangeriaceae y está enteramente restringida a Australia. Las dos especies vivientes se hallan en Queensland, creciendo en selvas tropicales, húmedas y cálidas, en pendientes protegidas y cerca de cursos de agua, primariamente en terrenos bajos.
La especies extintas Bowenia eocénica y B. papillosa se conocen de depósitos en minas de carbón de Victoria, Australia; y de depósitos en Nueva Gales del Sur, respectivamente. Ambas especies pertenecen al Eoceno, y consisten de fragmentos de hojuelas.

## Especies
- † Bowenia eocénica
- † Bowenia papillosa
- Bowenia serrulata (W.Bull) Chamb.
- Bowenia spectabilis Hook.f.

- Datos: Q134570
- Multimedia: Bowenia / Q134570
- Especies: Bowenia